# هاگای جنوبی
هاگای جنوبی (به فنلاندی: Etelä-Haaga) یک منطقهٔ مسکونی در فنلاند است که در هلسینکی واقع شده‌است. هاگای جنوبی ۲٫۳۰ کیلومتر مربع مساحت و ۱۲٬۰۰۰ نفر جمعیت دارد.